# Zen (warenhuis)

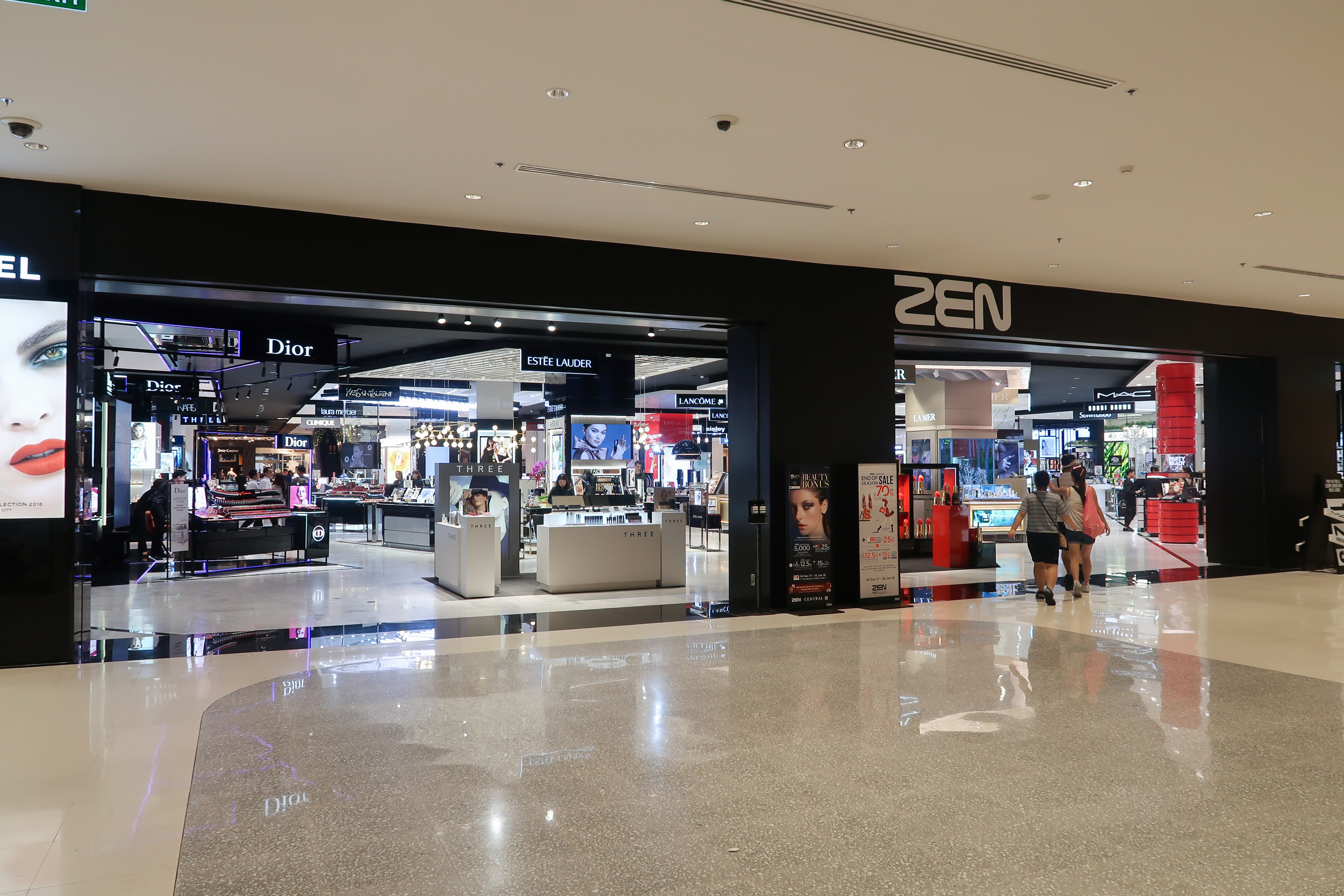
Entree tot Zen warenhuis op niveau 1 in winkelcentrum Central World

ZEN (Thais : เซน ดีพาร์ทเมนท์ สโตร์) was een keten van luxe warenhuizen met vestigingen in Thailand en China. Het bedrijf was eigendom van de Central Group. In 2019 werd de laatste ZEN-winkel omgedoopt tot Central Department Store.

## Geschiedenis
ZEN werd in 1989 gelanceerd als een hoofdhuurder van het winkelcentrum Central World in het district Pathum Wan van de Thaise hoofdstad Bangkok. Het warenhuis had een oppervlakte van ruim 30.000m².
Een tweede vestiging werd in april 2011 geopend in Shenyang, China, als onderdeel van expansieplannen van de Central Group in China, waarvoor 18 miljard Thaise baht gereserveerd was. In 2013 werd het Chinese filiaal gesloten om zich te concentreren op de Europese en Euraziatische aciviteiten met meer potentieel.
In 2018 werden drie verdiepingen van het Zen Department Store in Bangkok gerenoveerd in de hoop meer klanten te naar de winkel te brengen. Op de eerste verdieping werd een nieuwe beautyzone geïntroduceerd. De vierde en vijfde verdieping, met een oppervlakte van 11.000 vierkante meter, werden verbouwd om 300 nieuwe merken en modewinkels te huisvesten.
In 2019 werd het overblijvende ZEN-warenhuis in Bangkok omgedoopt tot Central Department Store, waarmee een einde kwam aan het merk.